# Взметнево
Взметнёво — деревня в Рязанском районе Рязанской области. Входит в Семёновское сельское поселение.

## География
Находится в центральной части Рязанской области на расстоянии приблизительно 12 км на юг по прямой от вокзала станции Рязань II.

## История
На карте 1850 года показана как поселение с 12 дворами. В 1859 году здесь (тогда деревня Рязанского уезда Рязанской губернии) было учтено 11 дворов, в 1897 — 33.

## Население
Численность населения: 143 человека (1859 год), 239 (1897), 12 в 2002 году (русские 83 %), 20 в 2010.